# Fabian Feiner (Filmeditor)
Fabian Feiner (* 1. Januar 1975 in Kösching) ist ein deutscher Dokumentarfilmer und Filmeditor.

## Leben
Feiner verwirklichte bereits als Schüler erste Kurzfilmprojekte und war nach dem Fachabitur in Ingolstadt Koproduzent einer wöchentlichen Jugendsendung beim Lokalfernsehen intv. Nach dem Zivildienst arbeitet er ab 1996 bei einer Münchner Filmgesellschaft, bevor er 1999 an der Hochschule für Fernsehen und Film (HFF) in München ein Studium aufnahm. Ab 2003 arbeitete er freiberuflich als Fernsehpublizist, Kameramann, Regisseur und Filmeditor. 2009 schloss er das HFF-Studium mit dem Diplomfilm „Koyamas Menü“ ab. 2010 folgten Lehraufträge an der HFF für Fernsehjournalismus bzw. an der Katholischen Universität Eichstätt für Medienarbeit.
Fabian Feiner ist Mitglied im Bundesverband Filmschnitt Editor e.V. (BFS) und gehörte von 2014 bis 2016 dem Vorstand des Verbandes an.

## Filmografie (Auswahl)
- 2006: Ingolstadt, gelebte Träume (Autor)
- 2006: Vatersprache – Mutterland (Autor, Schnitt)
- 2006: Marieluise Fleißer – Pionierin aus Ingolstadt (Autor, Schnitt)
- 2009: Philosophie – Motivation – Brüntrup – Lejeune (Schnitt)
- 2009: Koyamas Menü (Autor, Schnitt)
- 2010: Welt der Wunder – Wer hat‘s erfunden? (Schnitt)
- 2011: Welt der Wunder – Ab in die Tonne (Schnitt)
- 2011: Welt der Wunder – Es geht auch ohne (Schnitt)
- 2011: Ten – Sündige und du wirst erlöst (Schnitt)